# Neospiza concolor
Neospiza concolor là một loài chim trong họ Fringillidae.